# Bernhard Langer

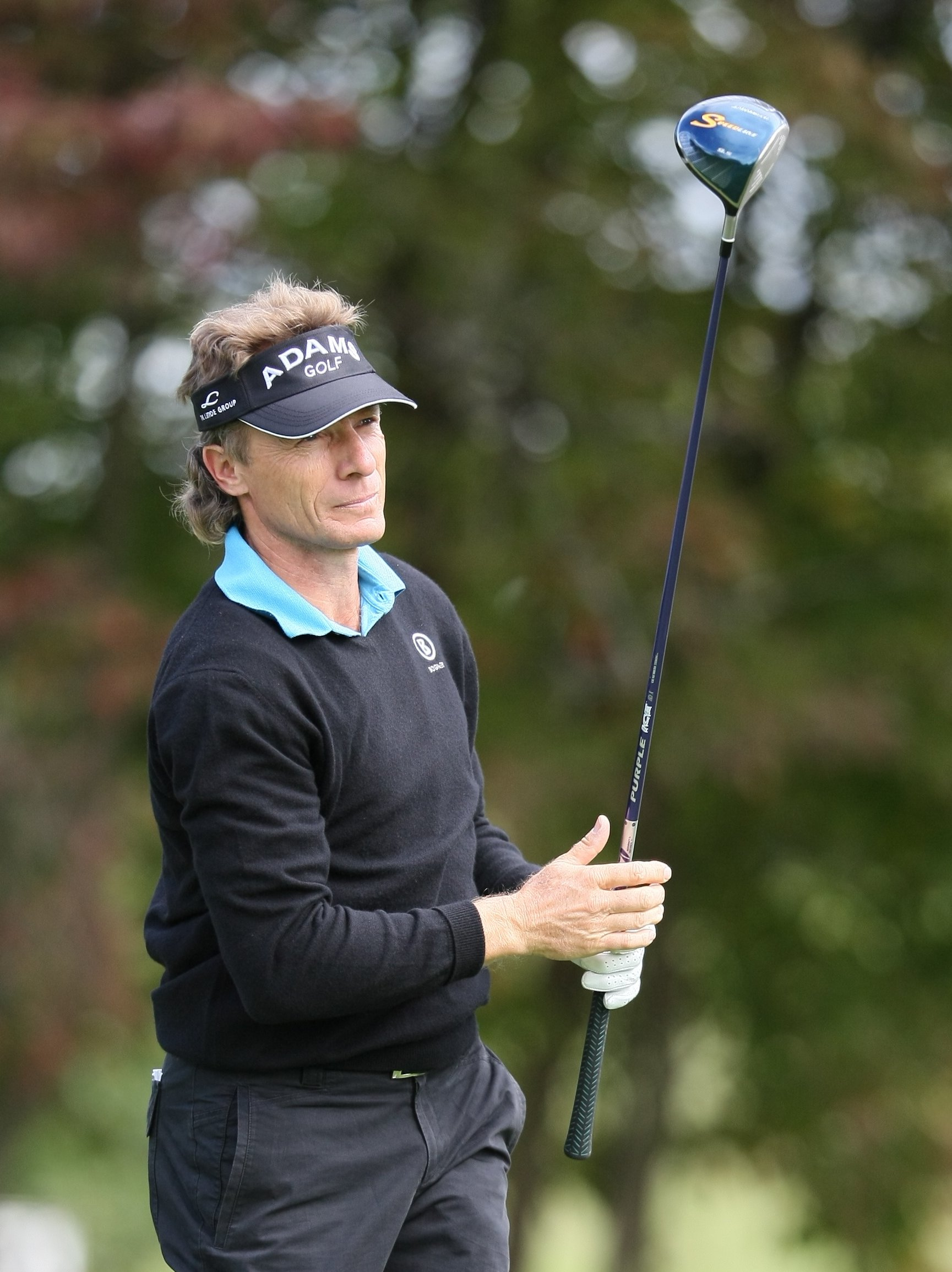
Bernhard Langer

Bernhard Langer, född 27 augusti 1957 i Anhausen utanför Augsburg i Tyskland, är en professionell tysk golfspelare.
Langer började att gå caddie vid nio års ålder och blev professionell 1972. Han har vunnit många tävlingar både i Europa och USA, bland annat The Masters Tournament 1985 och 1993. Han var den förste som blev etta på golfens världsranking när den introducerades 1986 och han blev medlem i World Golf Hall of Fame 2001. Han var kapten i Europas segrande lag i Ryder Cup 2004.
Under större delen av sin karriär har Langer drabbats av "yips" (skakningar i handlederna). Hans fyra första år på Europatouren var tämligen mediokra på grund av dålig puttning och han har ändrat sitt puttergrepp många gånger för att åtgärda problemet men trots detta har han en mycket framgångsrik karriär. Langer är lika känd för en speciell putt som han är för sina framgångar, då han i 1991 års Ryder Cup, missade en 1,5 meters putt som hade gett Europa chansen att behålla Ryder Cup-pokalen.
Langer har varit gift med sin amerikanska fru Vikki Carol sedan 1984. De har fyra barn: Jackie, Stefan, Christina och Jason. De har hus i Anhausen och i Boca Raton, Florida. Langer är djupt religiös.

## Meriter

### Majorsegrar
- 1985 The Masters Tournament
- 1993 The Masters Tournament

### Segrar på PGA-touren
- 1985 Sea Pines Heritage

### Segrar på Europatouren
- 1980 Dunlop Masters
- 1981 German Open, Bob Hope British Classic
- 1982 Lufthansa German Open
- 1983 Italian Open, Glasgow Golf Classic, St. Mellion Timeshare TPC
- 1984 Peugeot Open de France, KLM Dutch Open, Carroll's Irish Open, Benson & Hedges Spanish Open
- 1985 Lufthansa German Open, Panasonic European Open
- 1986 German Open, Lancome Trophy
- 1987 Whyte & Mackay PGA Championship, Carroll's Irish Open
- 1988 Epson Grand Prix of Europe
- 1989 Peugeot Spanish Open, German Masters
- 1990 Cepsa Madrid Open, Austrian Open
- 1991 Benson & Hedges International Open, Mercedes German Masters
- 1992 Heineken Dutch Open, Honda Open
- 1993 Volvo PGA Championship, Volvo German Open
- 1994 Murphy's Irish Open, Volvo Masters
- 1995 Volvo PGA Championship, Deutsche Bank Open TPC of Europe, Smurfit European Open
- 1997 Conte Of Florence Italian Open, Benson & Hedges International Open, Chemapol Trophy Czech Open, Linde German Masters
- 2001 The TNT Open, Linde German Masters
- 2002 Volvo Masters

### Övriga segrar
- 1974 German National Open Championship (som amatör)
- 1975 German National Open Championship
- 1977 German National Open Championship
- 1979 German National Open Championship, Cacharel Under-25s Championship
- 1980 Colombian Open
- 1983 Casio World Open (Japan), Johnnie Walker Tournament
- 1984 German National Open Championship
- 1985 Australian Masters, German National Open Championship
- 1986 German National Open Championship, Million Dollar Challenge (Sydafrika)
- 1987 German National Open Championship
- 1988 German National Open Championship
- 1989 German National Open Championship
- 1990 German National Open Championship
- 1991 German National Open Championship, Hong Kong Open, Sun City Million Dollar Challenge (Sydafrika)
- 1992 German National Open Championship
- 1996 Alfred Dunhill Masters (Hong Kong)
- 1997 Argentinian Masters

## Utmärkelser
- 1981 Harry Vardon Trophy
- 1984 Harry Vardon Trophy
- 2001 World Golf Hall of Fame